# World Series by Renault
De World Series by Renault is een verzamelnaam voor verschillende kampioenschappen die worden georganiseerd door Renault Sport.
In 2003 startte Renault de Formule Renault V6 Eurocup als supportkampioenschap in de Super Racing Weekends van Eurosport, die ook het ETCC en de FIA GT omvatte. Het kampioenschap reed met een chassis van Tatuus en een 3.5-liter V6-motor van Nissan.
In 2005 verliet Renault het Super Racing Weekend en richtte de World Series by Renault op. De hoofdklasse van het kampioenschap was de Formule Renault 3.5 Series, wat een samenvoeging was tussen de Formule Renault V6 Eurocup en de World Series by Nissan. Net als in het laatste kampioenschap werd ook hier met een Dallara-chassis gereden. Naast de Formule Renault 3.5 maakten ook de Eurocup Formule Renault 2.0 en de Eurocup Mégane Trophy deel uit van het kampioenschap. In 2010 kwam hier de F4 Eurocup 1.6 bij, maar deze werd na een jaar alweer vervangen door de Eurocup Clio. In 2013 werd het laatste seizoen van de Eurocup Mégane Trophy verreden. In 2015 werd de Eurocup Clio vervangen door de Renault Sport Trophy.
In juli 2015 maakte Renault Sport bekend dat het de steun aan de Formule Renault 3.5 Series opzegt. Dit kampioenschap komt vanaf 2016 volledig in handen van RPM Racing, die voor de samenwerking met Renault ook het kampioenschap organiseerde, onder de naam Formule 3.5 V8. Renault blijft de overige kampioenschappen wel steunen.

## Kampioenen

### Formule Renault 3.5 Series
| Jaar | Kampioen            | Team               |
| ---- | ------------------- | ------------------ |
| 2005 | Robert Kubica       | Epsilon Euskadi    |
| 2006 | Alx Danielsson      | Interwetten.com    |
| 2007 | Álvaro Parente      | Tech 1 Racing      |
| 2008 | Giedo van der Garde | P1 Motorsport      |
| 2009 | Bertrand Baguette   | Draco Racing       |
| 2010 | Mikhail Aleshin     | Carlin Motorsport  |
| 2011 | Robert Wickens      | Carlin Motorsport  |
| 2012 | Robin Frijns        | Fortec Motorsports |
| 2013 | Kevin Magnussen     | DAMS               |
| 2014 | Carlos Sainz jr.    | DAMS               |
| 2015 | Oliver Rowland      | Fortec Motorsports |

### Eurocup Formule Renault 2.0
| Jaar | Kampioen           | Team                  |
| ---- | ------------------ | --------------------- |
| 2005 | Kamui Kobayashi    | SG Formula            |
| 2006 | Filipe Albuquerque | JD Motorsport         |
| 2007 | Álvaro Parente     | Epsilon RedBull       |
| 2008 | Valtteri Bottas    | SG Formula            |
| 2009 | Albert Costa       | Epsilon Euskadi       |
| 2010 | Kevin Korjus       | Tech 1 Racing         |
| 2011 | Robin Frijns       | Koiranen Motorsport   |
| 2012 | Stoffel Vandoorne  | Josef Kaufmann Racing |
| 2013 | Pierre Gasly       | Tech 1 Racing         |
| 2014 | Nyck de Vries      | Koiranen GP           |
| 2015 | Jack Aitken        | Josef Kaufmann Racing |
| 2016 | Lando Norris       | Josef Kaufmann Racing |
| 2017 | Sacha Fenestraz    | R-ace GP              |
| 2018 | Max Fewtrell       | R-ace GP              |
| 2019 | Oscar Piastri      | R-ace GP              |
| 2020 | Victor Martins     | ART Grand Prix        |

### Eurocup Mégane Trophy
| Jaar | Kampioen         | Team               |
| ---- | ---------------- | ------------------ |
| 2005 | Jan Heylen       | Racing for Belgium |
| 2006 | Jaap van Lagen   | Tech 1 Racing      |
| 2007 | Pedro Petiz      | Tech 1 Racing      |
| 2008 | Michaël Rossi    | Tech 1 Racing      |
| 2009 | Mike Verschuur   | TDS Racing         |
| 2010 | Nick Catsburg    | TDS Racing         |
| 2011 | Stefano Comini   | Oregon Team        |
| 2012 | Albert Costa     | Oregon Team        |
| 2013 | Mirko Bortolotti | Oregon Team        |

### F4 Eurocup 1.6
| Jaar | Kampioen          |
| ---- | ----------------- |
| 2010 | Stoffel Vandoorne |

### Eurocup Clio
| Jaar | Kampioen      |
| ---- | ------------- |
| 2011 | Nicolas Milan |
| 2012 | Oscar Nogués  |
| 2013 | Josh Files    |
| 2014 | Oscar Nogués  |

### Renault Sport Trophy
| Jaar | Endurance kampioen              | Elite kampioen   | Prestige kampioen | Team        |
| ---- | ------------------------------- | ---------------- | ----------------- | ----------- |
| 2015 | Dario Capitanio David Fumanelli | Andrea Pizzitola | Dario Capitanio   | Oregon Team |